# 洞爺湖有珠山ジオパーク

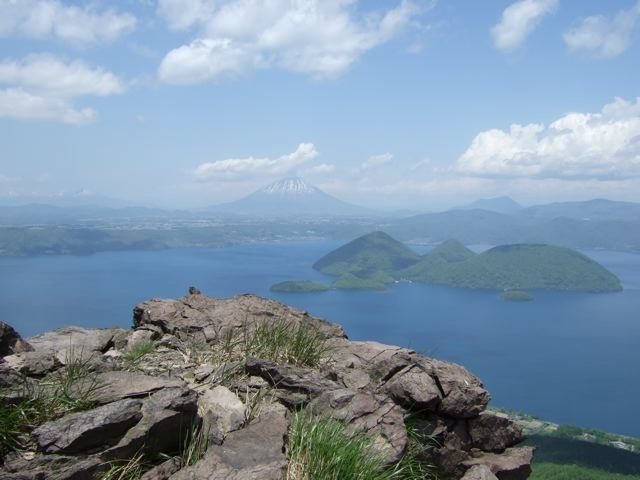
有珠山山頂から望む洞爺湖

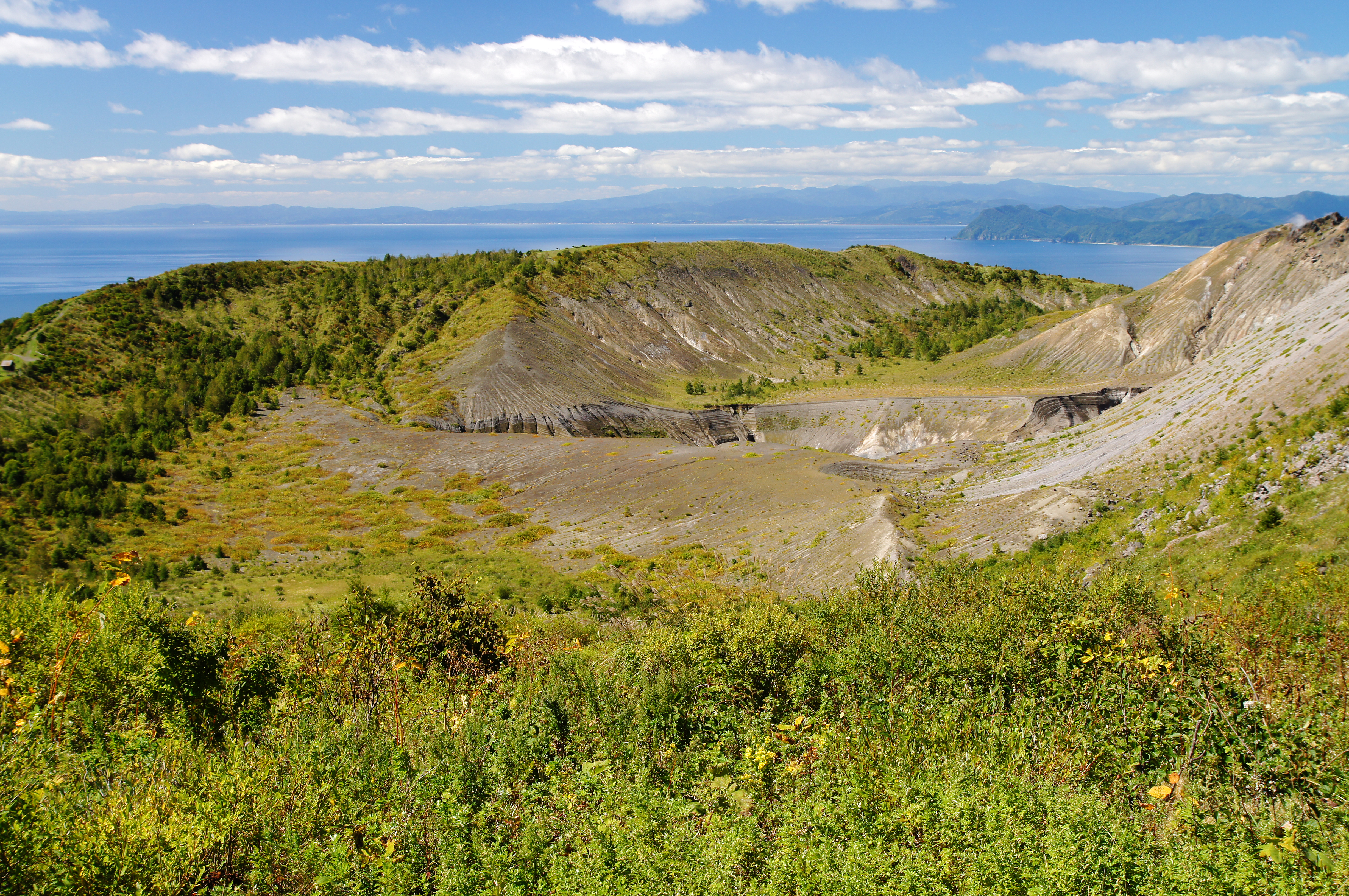
有珠山火口原

洞爺湖有珠山ジオパーク（とうやこうすざんジオパーク、英: Toya Caldera and Usu Volcano Global Geopark）は、北海道にある洞爺湖及び有珠山を中心とし、伊達市、豊浦町、壮瞥町、洞爺湖町にひろがるジオパークである。

## 概要
洞爺湖有珠山ジオパークは、火山活動により形成された地質や自然、さらにはそうした自然に育まれた縄文文化の遺跡群などを含む、日本で最初の世界ジオパークである。洞爺湖は、周辺6市町村（当時）を中心に、2000年有珠山噴火災害からの早期復興に向けた地域振興策として洞爺湖周辺地域エコミュージアム構想を掲げ、火山遺構や、地質、自然景観、歴史・文化施設等をエコミュージアム（自然博物館）と位置づけた新たな取組を開始した。その後、ユネ支援を受けて発足した世界ジオパークネットワークがエコミュージアム構想と共通の理念を持つことから、2009年8月22日に新潟県の糸魚川と長崎県の島原半島とともに世界ジオパークネットワークへ加盟した。

## 沿革
- 2002年（平成14年）10月26日 - 洞爺湖周辺地域エコミュージアム宣言
- 2006年（平成18年）11月21日 - 洞爺湖周辺地域エコミュージアム推進協議会設立
- 2008年（平成20年）12月8日 - 日本ジオパークネットワーク加盟認定
- 2009年（平成21年）8月22日 - 世界ジオパークネットワーク加盟認定
- 2010年（平成22年）2月26日 - 洞爺湖有珠山ジオパーク推進協議会設立
- 2011年（平成23年）9月29日〜10月1日 - 第3回日本ジオパーク全国大会が洞爺湖町で開催
- 2013年（平成25年）1月28日 - 日本ジオパークネットワーク・再認定
- 2013年（平成25年）9月9日 - 世界ジオパークネットワーク・再認定

## ジオサイト
火山活動区分別に分類（括弧内はジオポイント）

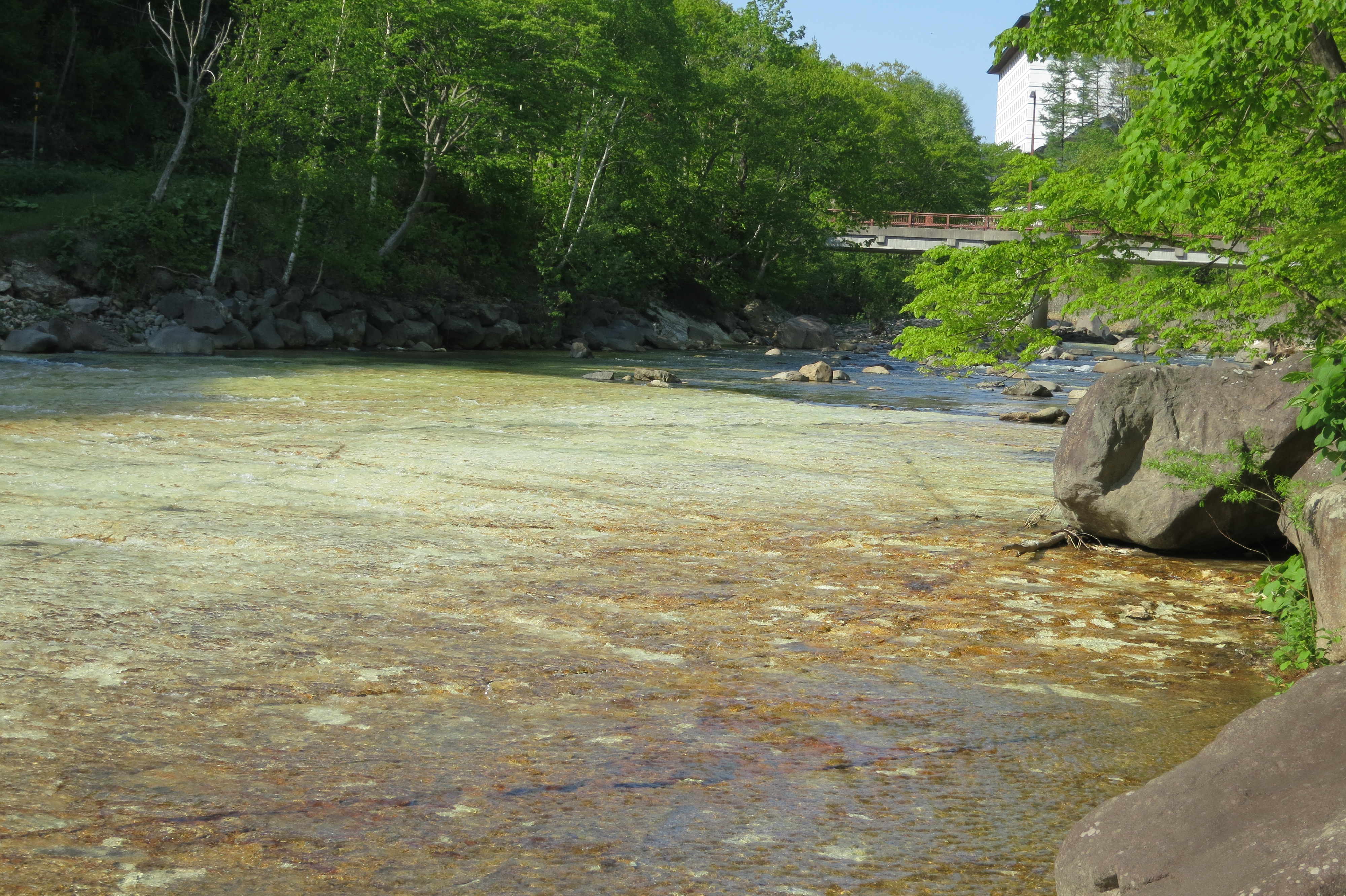
白絹の床（大滝村）

- 洞爺カルデラ生成以前の火山活動 - 新第三紀中新世〜中期更新世
  - 先洞爺カルデラ火成岩類（三階滝公園、白絹の床、北湯沢温泉郷、礼文華海岸の海底噴出物、大滝ナイアガラの滝、礼文華キャンプ場の岩脈、小幌洞窟周辺に海底火山噴出物、壮瞥滝・力岩、烏帽子岩）
  - 旧幌別硫黄鉱山（弁景川の河床、水力発電所の取水口、弁景川の合流点より上流の長流川）

- 洞爺カルデラの誕生 - 約11万年前

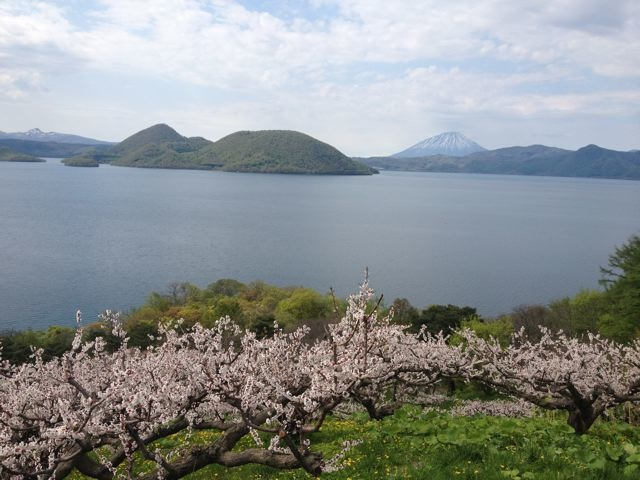
洞爺湖（壮瞥公園から）

  - 洞爺火砕流堆積物（洞爺カルデラ西方の火砕流台地、昆布岳、レイクヒルファーム構内、化物山、三の原火山灰採取場跡、上舘山火山灰採取場、新山梨火山灰採取場跡）
  - 洞爺カルデラ（サイロ展望台、壮瞥公園、森と木の里センター、北屏風山東方の展望台、オロフレ山中腹展望台、浮見堂から見たカルデラ壁崩壊地形、フットパス財田・田園と湖畔を巡るコース）
- 中島の誕生 - 約5万年前
  - 中島（フットパス中島一周コース、仲洞爺キャンプ場、月浦台、島になれなかった島、中島西岸にみられるベースサージ堆積物、溶岩ドームの麓にある風穴、大草原を囲む火山地形、溶岩ドームの板状節理、中島の火砕流堆積物）

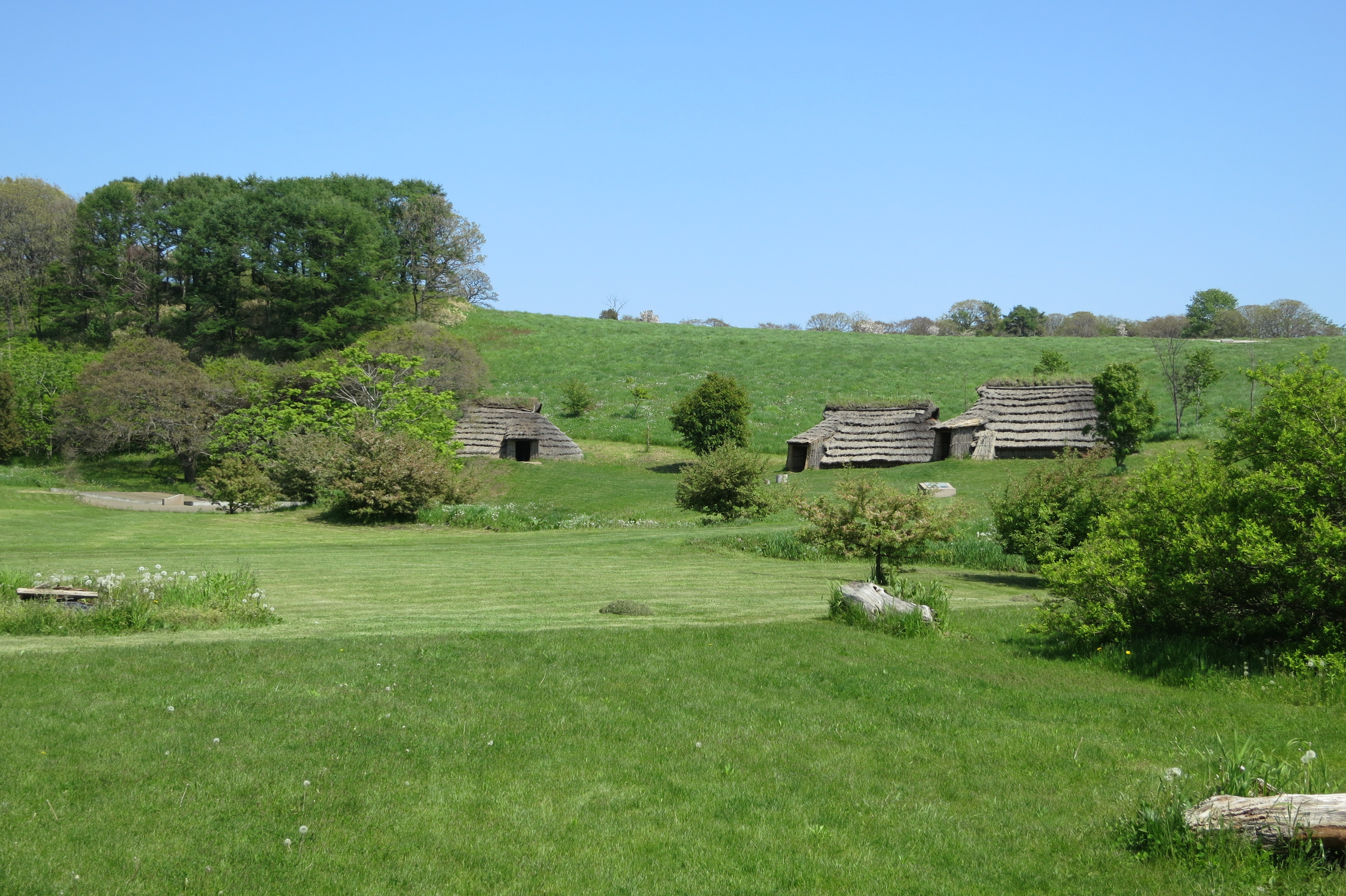
北黄金貝塚公園（伊達市）

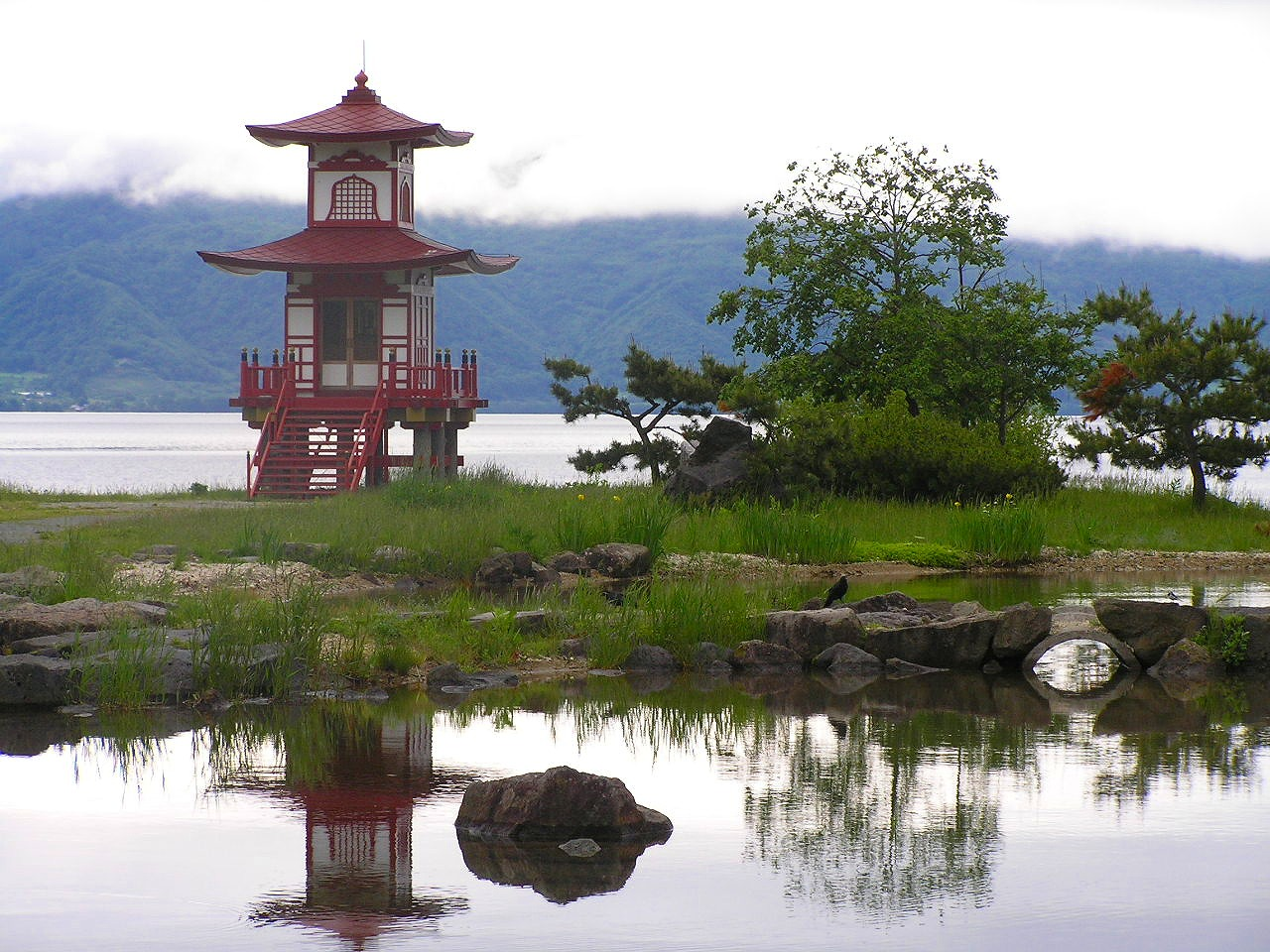
洞爺湖 浮見堂公園

- 有珠成層火山の誕生 - 2万〜7,000年前
  - 有珠成層火山溶岩（北屏風山溶岩露頭）
  - ドンコロ山（新山沼展望公園のドンコロ山噴出物保存露頭、ドンコロ山火口、ドンコロ山北西斜面）
  - 岩屑なだれ堆積物（アルトリ岬、入江地区の岩屑なだれ堆積物側端崖、有珠善光寺自然公園、有珠地区の流れ山群、有珠中学校付近の採石場跡、恋人海岸西端の露頭、南有珠町の農地の露頭）
  - 岩屑なだれ堆積物露頭（有珠中学校付近採石場跡、恋人海岸西端露頭、南有珠町農地の崖）
  - 縄文の人々のくらし（有珠貝塚遺跡群、北黄金貝塚、若生貝塚、有珠モシリ遺跡、入江・高砂貝塚、浮見堂遺跡、礼文華貝塚）
  - アイヌの人々の暮らし（カムイチャシ史跡公園、アイヌ民族の慰霊碑とチセ、ポンチャシ遺跡）
- 17〜19世紀の噴火と溶岩ドームの誕生 - 17世紀〜19世紀（1663-1853）
  - 有珠山山頂部（有珠山外輪山遊歩道、火砕流地形、1663年テフラ露頭、小有珠溶岩ドーム、オガリ山潜在ドーム、大有珠溶岩ドーム）
  - 岩屋観音（小幌洞窟）
  - 文政火砕流による被災の記憶（和田屋茂兵衛墓碑）
  - 有珠善光寺・善光寺自然公園（有珠善光寺、火砕サージを生き延びた老木）
  - 有珠山南山麓の植生（有珠山南山麓）
  - 開拓と産業（バチラー夫妻記念教会堂、インディアン水車公園、イザベラ・バードの道、噴火湾ホタテ養殖発祥の地碑
- 1910年噴火と明治新山の誕生 - 1910年
  - フットパス四十三山コース（第29-31火口、第20火口、噴気孔、四十三山断層、西丸山火砕丘の火口）
  - 源太穴火口（源太穴火口）
  - 金比羅山1910年火口群（金比羅山1910年火口群、金比羅山1910年断層）
  - 洞爺湖温泉（洞爺湖温泉、壮瞥温泉）

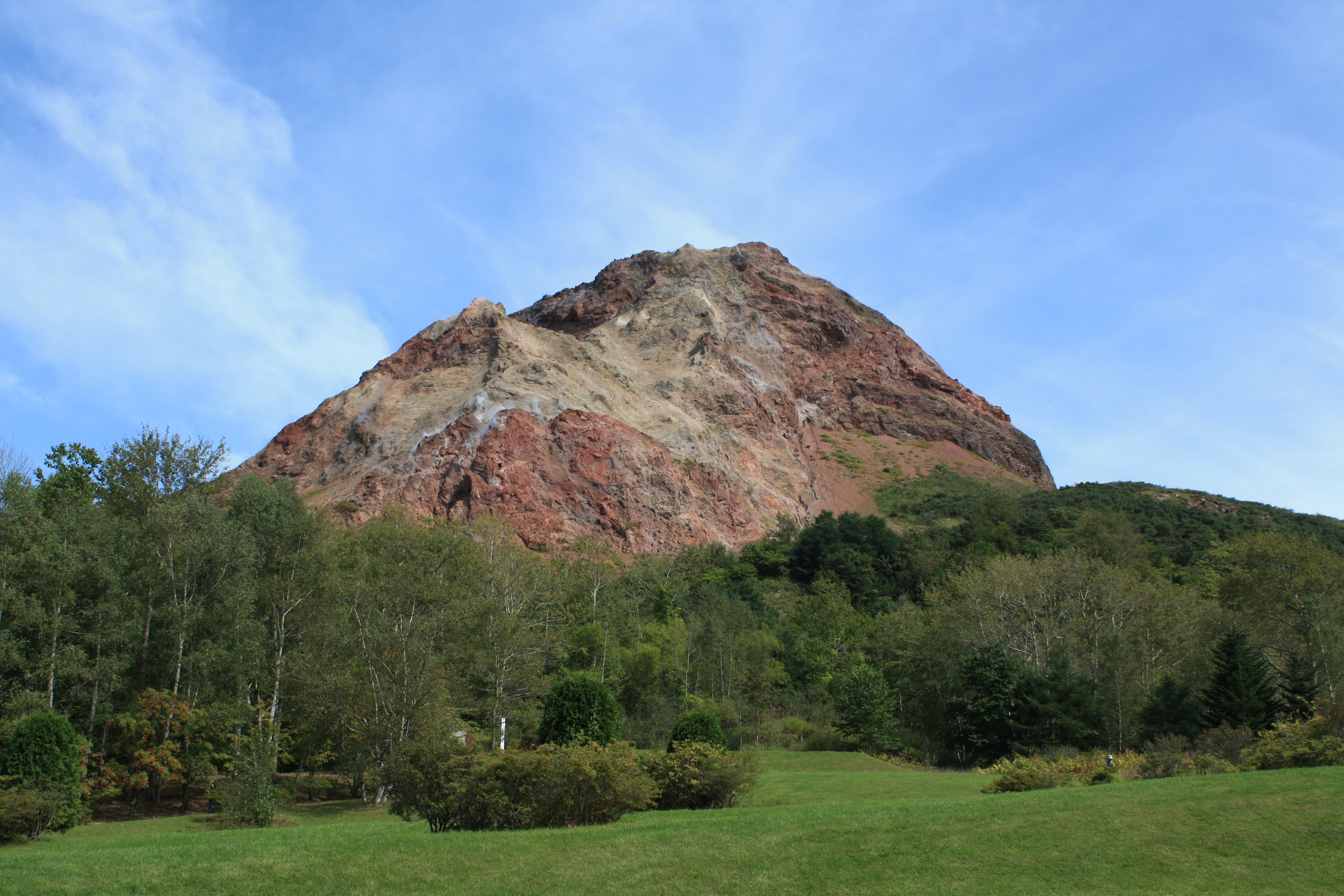
昭和新山

- 1944-45年噴火と昭和新山の誕生 - 1943年〜1945年
  - 昭和新山（道道立香-関内間、有珠山ロープウェイ山頂駅展望台、昭和新山山麓駐車場、有珠山パーキングエリア）
  - 新山沼（新山沼展望公園）
  - 胆振線鉄橋遺構（胆振線鉄橋跡噴火遺構公園）
- 1977-78年噴火と有珠新山の誕生 - 1977年〜1982年
  - 1977年山頂火口（銀沼火口、第4火口）
  - 有珠新山（有珠新山、分断されたオガリ山、分断された小有珠溶岩ドーム）
  - 北外輪山（1977年-82年の火山活動で変形した北外輪山）
  - 地殻変動に伴う断層変位（昭和新山線の断層、東丸山断層、山手橋の断層変異、1977年火山遺構公園、噴水広場前の断層）
  - 旧北海道大学有珠火山観測所（旧北海道大学有珠火山観測所）
  - 火山泥流とその対策（西山川、1977-78年噴火犠牲者を慰霊する彫刻）

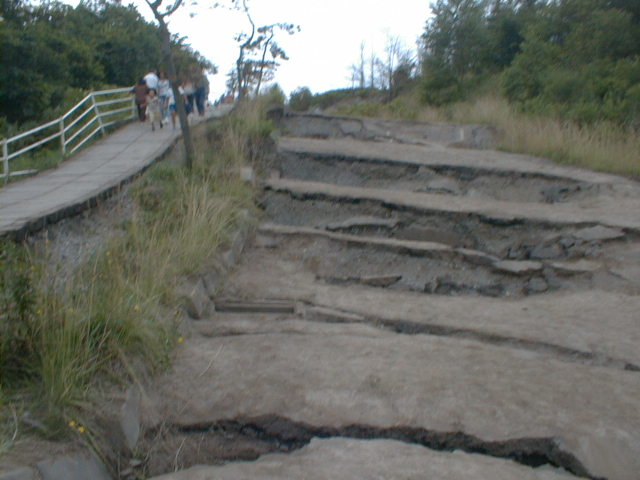
2000年の噴火で隆起した虻田町道泉公園線（2001年8月）

- 2000年の噴火と2000年新山の誕生 - 2000年
  - 西山山麓火口群（西山山麓散策路、第一展望台(N-B火口)、割れ目火口(N-C火口)、第二展望台、菓子工場遺構、旧とうやこ幼稚園、N-A火口、町道泉公園線展望駐車場）
  - 旧国道230号線（西新山沼、道路の圧縮変形、傾斜した住宅、旧国道地溝帯、熱泥流堆積物）
  - 洞爺湖畔の変動（有珠山噴火記念公園の断層、湖岸の隆起、珍小島周辺、有珠山噴火記念公園の変形）
  - フットパス金比羅山コース（2000年噴火遺構公園、珠ちゃん(K-B)火口、有くん(K-A)火口、金比羅火口展望台、ごみ焼却場遺構、道路を横切る断層、教員保養所跡、洞爺湖電気軌道道路橋跡、木の実沢団地、砂防堰堤）
  - 山頂北西部の噴火前兆の断層（噴火直前の断層）
  - 長流川河口の海浜植生（長流川河口の海浜植生）

## トレイル
- フットパス四十三山コース
- フットパス金比羅山コース
- 西山山麓コース
- フットパス昭和新山・有珠山山頂コース
- 壮瞥公園と果樹園コース
- フットパス中島１周探検コース
- フットパス財田・田園と湖畔をめぐるコース
- 善光寺自然公園散策コース
- ポロノット森林公園コース
- 大滝総合運動公園（ノルディックウォーキング）コース
- 礼文華山道コース
- 烏帽子岩コース
- 有珠山登山道
- 紋別岳登山道
- 徳舜瞥山登山道
- 昆布岳登山道
- オロフレ山登山道
- サイクリングロード「風のメモリーコース」
- サイクリングロード「平成ふるさとの道コース」

## ミュージアム（展示学習施設）
- 北黄金貝塚情報センター
- 伊達市消防・防災センター
- 伊達市開拓記念館
- 有珠善光寺宝物館
- 道の駅そうべつ情報館i(アイ)
- 壮瞥町郷土史料館
- 三松正夫記念館
- 入江・高砂貝塚館
- 洞爺湖ビジターセンター／火山科学館
- 洞爺湖森林博物館
- 洞爺財田自然体験ハウス
- 洞爺湖芸術館／とうや湖ぐるっと彫刻公園
- みずうみ読書の家

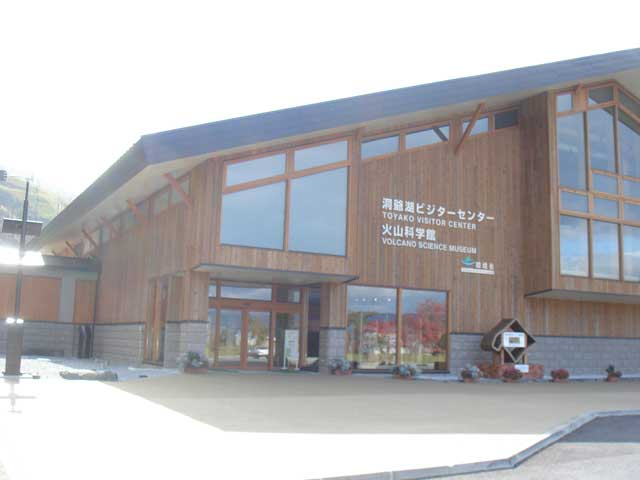
洞爺湖ビジターセンター・火山科学館

- 洞爺湖有珠山ジオパーク火山村情報館／山頂防災シアター
- 自然公園財団 昭和新山パークサービス・センター
- 有珠アルトリ海岸ネイチャーハウス

## インフォメーション（案内施設）

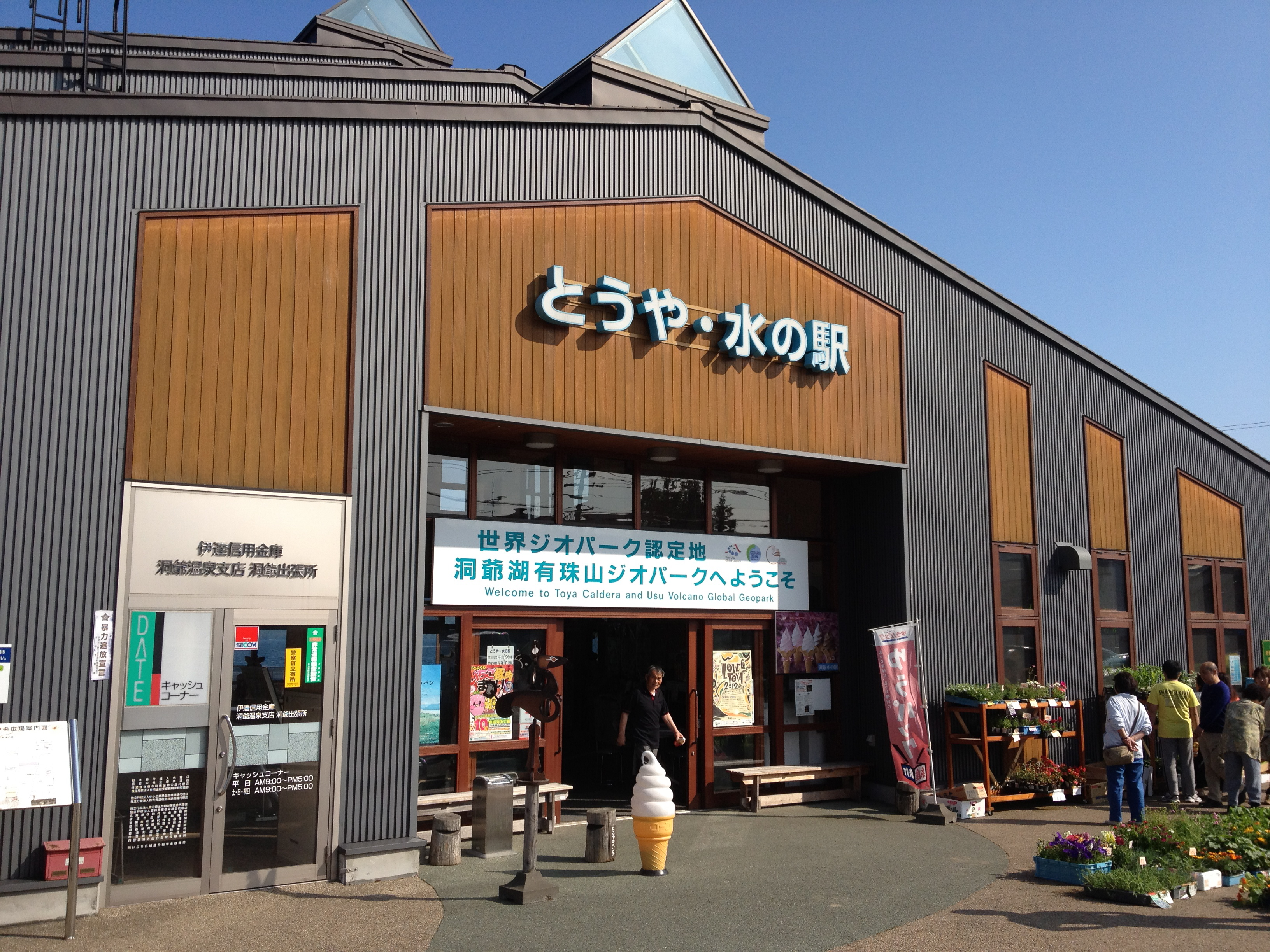
とうや・水の駅

- 道の駅とうや湖
- とうや水の駅
- 道の駅あぷた
- 道の駅とようら
- 道の駅だて歴史の杜
- 道の駅フォーレスト276大滝